# Cemesto

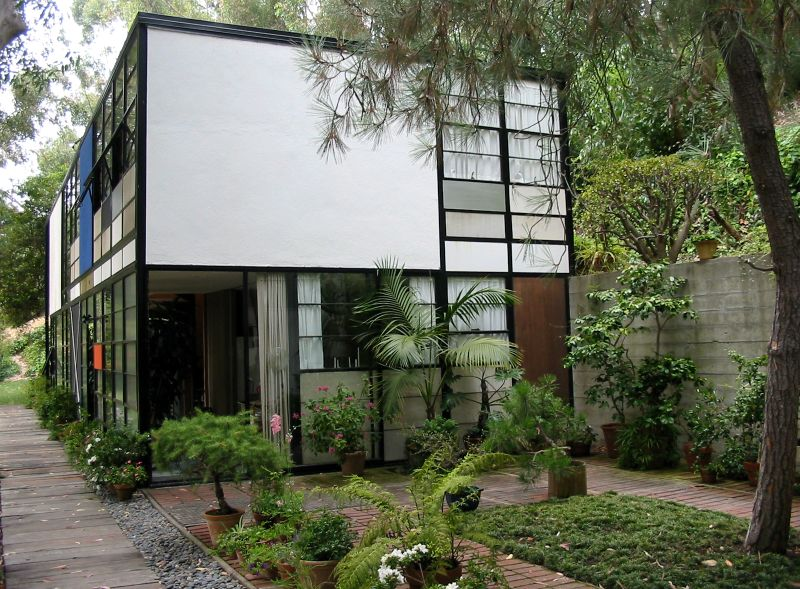
Eames House. 1949. Les panneaux sont en cemesto peint. Les panneaux sont isolant ce qui fait que les designers Charles Eames et Ray Eames n'ont pas eu à « gonfler » la structure avec des matériaux inutiles, et cela leur a permis de réduire les coûts.

Le Cemesto ou Celotex-cemesto était un matériau de construction composite, robuste, léger, étanche et résistant au feu, composé d'un noyau de panneau isolant en fibre de canne à sucre (bagasse) recouvert des deux côtés de panneau d'amiante-ciment . Son nom est un mot-valise combinant "cem" de "ciment" et "esto" de "asbeste", l'amiante). Un type de maison préfabriquée utilisant ce matériau a été appelé Cemestos. Le Celotex, produit séparé, était un panneau de bagasse produit en Louisiane depuis 1920.
Cemesto a révolutionné la construction pendant la Seconde Guerre mondiale comme moyen efficace et rentable de construire plus de 50 millions de dollars d'usines et de maisons de guerre. Ce matériau, imaginé par Celotex Corporation, est arrivé « pré-conçu » en panneaux de différentes tailles (de 4 pi × 4 pi à 4 pi × 12 pi) avec trois options d'épaisseur (1 1/8 po, 1 9/16 po et 2 po). Cemesto était annoncé comme nécessitant peu de maintenance en termes de fabrication, d'achat, d'installation et d'entretien.
Celotex a fait l'objet d'un certain nombre de poursuites judiciaires très médiatisées concernant des produits contenant de l'amiante dans les années 1980, entraînant finalement sa faillite au titre du chapitre 11 de la loi sur les faillites des États-Unis en 1990.

## Détails
Cemesto a été introduit par la Celotex Corporation dès 1937. Il était fabriqué sous forme de panneaux de 4 pieds (1,22 m) de large, environ 1,5 pouces (3,81 cm) d'épaisseur, et 4 pieds (1,22 m) à 12 pieds (3,66 m) de long. Un panneau de 4 pieds (1,22 m) par 12 pieds (3,66 m) ne pesait que 265 livres (120,2 kg). Cemesto a été utilisé principalement pour les murs intérieurs et extérieurs.

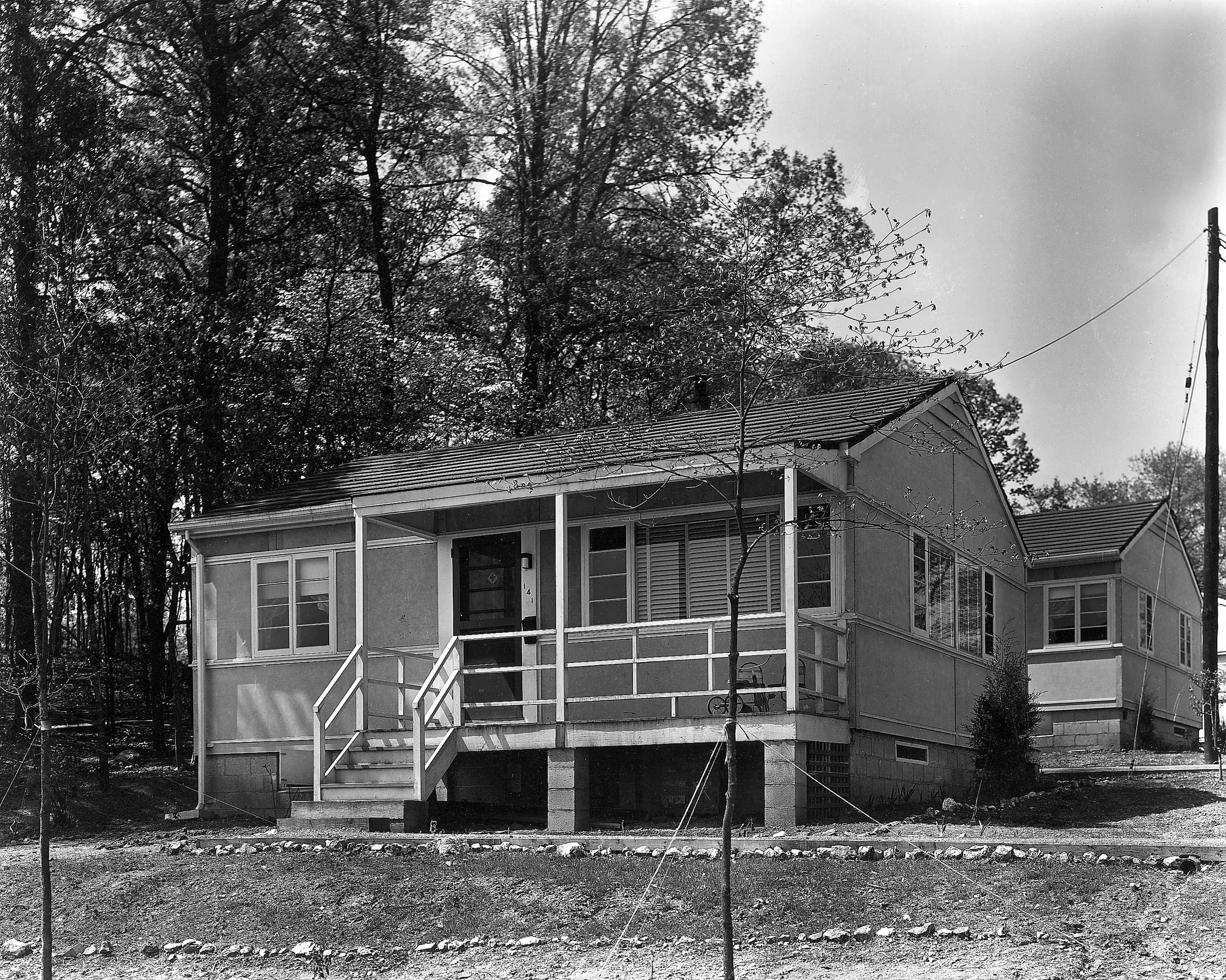
Exemple de maison Cemesto à Oak Ridge au Tennessee en 1944.

La Fondation John B. Pierce (en) et Celotex ont collaboré pour développer un système de préfabrication pour la construction de logements à bas prix à l'aide de panneaux Cemesto , dans lesquels des panneaux Cemesto simples étaient glissés horizontalement dans des cadres en bois légers pour créer des murs . Un prototype de maison cemesto a été exposé à l'Exposition universelle de 1939 à New York. Le système Pierce a été utilisé pour la première fois en 1941 pour la construction de logements pour les employés de la Glenn L. Martin Aircraft Company près de Baltimore, Maryland . Pour ce développement, nommé Aero Acres, le cabinet d'architecture Skidmore, Owings & Merrill a conçu des maisons de style Cape Cod (en) à pignon selon des dimensions de 24 pieds (7,32 m) par 28 pieds (8,53 m), présentant de grandes fenêtres de style commercial dans leurs pièces principales. En 1941, un total de 600 maisons a été construit à Aero Acres en utilisant cette conception.
Pendant la Seconde Guerre mondiale, alors que les autres matériaux de construction étaient rares, le Cemesto était largement utilisé aux États-Unis,. Cemesto a été utilisé pour construire des immeubles de bureaux temporaires à Washington, DC . Skidmore, Owings et Merrill a adapté le système Pierce et a utilisé des panneaux Cemesto pour la conception de quelque 2 500 maisons préfabriquées, connues sous le surnom de "Cemestos", érigées à Oak Ridge, Tennessee, pour héberger les travailleurs du projet Manhattan et leurs familles. En 1942, la US Farm Security Administration a construit 400 maisons Cemestos dans le Maryland sur un site à côté d'Aero Acres.

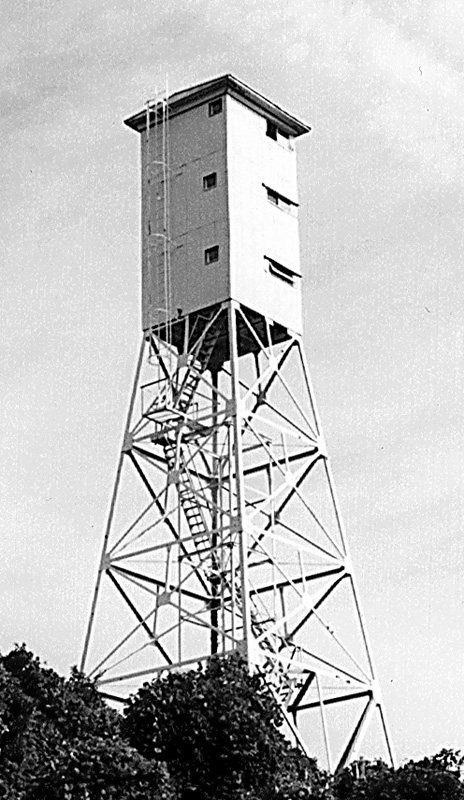
Tour de lutte aux incendies dont la partie haute est fabriquée avec du Cemesto, vers 1940.

Dans les années 1940, le fabricant de cemesto le vante comme un matériau qui permettra à l'avenir de produire en série des logements à moindre coût. Une utilisation du matériau pendant l'après-guerre a eu lieu à la fin des années 1940 à Circle Pines, dans le Minnesota, où des panneaux de Cemesto ont été utilisés pour construire les premières maisons dans ce qui était envisagé comme une communauté de logements coopératifs pour les personnes de couleur (en). L'utilisation de cemesto à Circle Pines a fini par être considérée comme une construction de qualité inférieure, car les constructeurs n'ont pas réussi à sceller correctement les joints entre les panneaux de cemesto.
Plusieurs architectes de premier plan ont adopté le Cemesto comme matériau moderne et l'ont utilisé dans leurs projets. Pour la maison Bousquet-Wightman à Houston, au Texas, construite en 1941, l'architecte Donald Barthelme (en) a utilisé des panneaux de Cemesto pour le revêtement extérieur. En 1949 , Edward Durell Stone a demandé des panneaux Cemesto dans la conception d'une maison à construire à Armonk, New York. Cette même année, Charles Eames a conçu sa Eames House, Case Study House # 8, utilisant des panneaux Cemesto peints de couleurs vives et non finis dans un cadre en acier préfabriqué. Frank Lloyd Wright a conçu la Raymond Carlson House à Phoenix, en Arizona, construite en 1950, utilisant un système structurel de poteaux en bois et de panneaux de Cemesto , . Dans la Arthur Pieper House à Paradise Valley, en Arizona, construite en 1952 à partir de blocs de béton, Wright a utilisé du cemesto pour les plafonds.
En plus des maisons et des immeubles de bureaux, le Cemesto a été utilisé pour construire des stations -service et des usines.